# Sussex Railroad

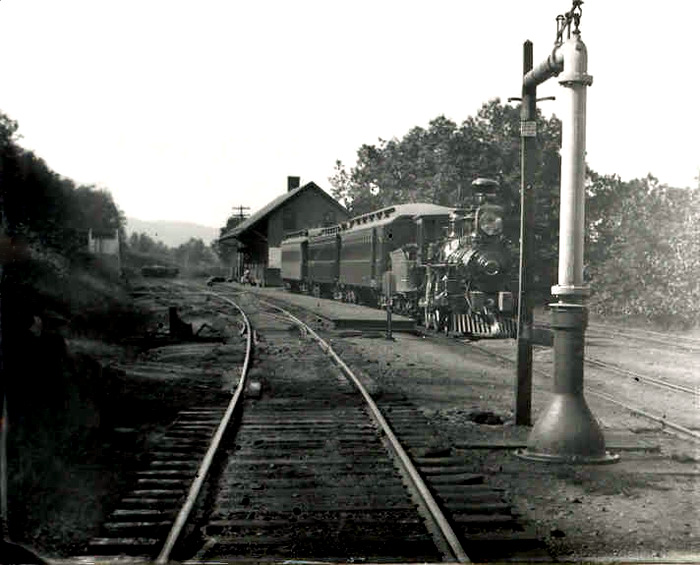
Stazione di Waterloo

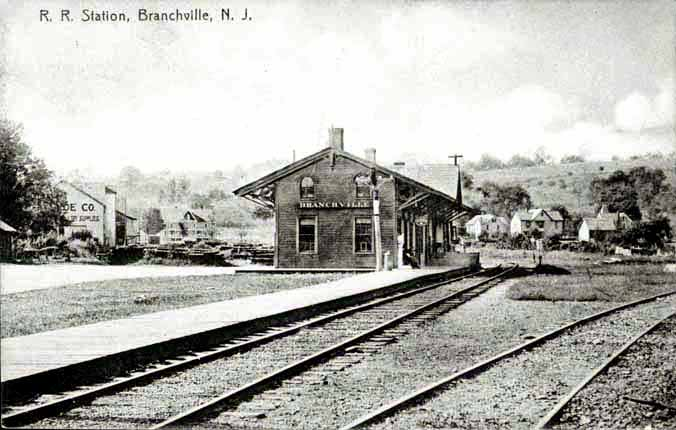
Stazione di Branchville

La  Sussex Railroad (più tardi conosciuta come il braccio Sussex della Delaware, Lackawanna and Western Railroad) è una tratta ferroviaria del Sussex nel nord-ovest del New Jersey, rimpiazza la vecchia Sussex Mine Railroad, nel 1853 e opera sotto la Sussex Railroad Company fino al 1945 quando viene completamente fusa nella Delaware, Lackawanna and Western Railroad (DL&W).
Per quanto il percorso della linea non fosse particolarmente lungo (solamente 55 km) la Sussex Railroad fu importante per lo sviluppo della Contea del Sussex in quanto forniva una strada per le prime imprese locali come le latterie e le miniere di rame per esportare i loro prodotti.
L'ultimo treno che viaggiò sulla Sussex Railroad fu il 2 ottobre 1966.